# Лапчик, Михаил Павлович
Михаил Павлович Лапчик (18 ноября 1942 года, дер. Егоровка, Тарский район, Омская область, РСФСР, СССР — 27 августа 2021 года, Омск, Россия) — советский и российский учёный-педагог, специалист в области теории и методики обучения информатике, академик РАО (2007).

## Биография
Родился 18 ноября 1942 года в деревне Егоровке Тарского района Омской области в крестьянской семье.
В 1964 году — окончил физико-математический факультет Омского пединститута, где в дальнейшем и работал всю жизнь.
В 1974 году — окончил аспирантуру НИИ СиМО АПН СССР под руководством члена-корреспондента АПН СССР С. И. Шварцбурда, защитил кандидатскую диссертацию, тема: «Использование общеобразовательных аспектов программирования для ЭВМ в совершенствовании среднего математического образования».
В 1984 году — впервые в системе педвузов СССР ввел подготовку учителей информатики на базе физико-математических факультетов; на основе этого опережающего опыта учебные планы с квалификациями «Учитель математики (физики), информатики и вычислительной техники» утверждены Минвузом СССР как типовые и с 1 сентября 1985 года внедрены в педвузах СССР.
В 1985—1986 годах в группе под руководством академика АН СССР А. П. Ершовым, занимался разработкой программы, подготовкой первых отечественных учебников и методических руководств для учителей по школьному курсу информатики. В 1987 году — присвоено звание профессора по кафедре вычислительной математики и программирования.
В 1993 году, при поддержке Министерства просвещения РФ, ввел в ОмГПУ профильную педагогическую специальность «Информатика», организовал первый в педвузах России факультет информатики.
В 1999 году — защитил докторскую диссертацию в виде научного доклада: «Структура и методическая система подготовки кадров информатизации школы в педагогических вузах».
В 2005 году — избран членом-корреспондентом РАО от отделения общего среднего образования (специальность «Теория и методика обучения информатике»).
В 2007 году — избран академиком РАО от отделения профессионального образования (специальность «Теория и методика информатизации образования»).
В 2006 году — при учредительстве Российской академии образования и Омского государственного педагогического университета создал Омский научный центр РАО.
Работал проректором по информатизации, заведующим кафедрой теории и методики обучения информатике Омского государственного педагогического университета, директор Омского научного центра РАО.
Михаил Павлович Лапчик умер 27 августа 2021 года в Омске.

## Научная деятельность
Основные направления исследований: теоретические и организационно-методические основы информатизации общего и профессионального образования; теория и методика обучения информатике.
С 2006 года являлся членом редсовета журнала «Вестник Красноярского государственного педагогического университета имени В. П. Астафьева».

## Награды
- Орден «Знак Почёта» (1982)
- Заслуженный работник высшей школы Российской Федерации (2002)[4]
- Золотая медаль Российской академии образования «За достижения в науке» (2012)